# Albi (Frankrijk)
Albi is een stad in het zuiden van Frankrijk. Het is de hoofdstad van het Franse departement Tarn. Door Albi stroomt de rivier Tarn. Op 1 januari 2022 woonden er 50.605 mensen in Albi, die Albigeois worden genoemd. De stad heeft de bijnaam Ville Rouge (Rode Stad), vanwege de onder andere in de kathedraal van de stad veel gebruikte rode baksteen. Sinds juli 2010 staat ze als 'Bisschopsstad Albi' op de UNESCO-werelderfgoedlijst.

## Geschiedenis
De stad bestond al in de Romeinse tijd en had toen de naam Albiga. Sinds de 3e eeuw is de stad een bisschopszetel. De stad kreeg ook een belangrijk scriptorium, een werkplaats waar de belangrijkste liturgische boeken worden gekopieerd. In het jaar 666 werd de stad door een grote stadsbrand geteisterd. De albigenzen (katharen), een door de kerk vervolgde ketterse groepering uit de 13e eeuw, werden genoemd naar Albi, hoewel de stad niet het belangrijkste centrum van katharisme was. De bisschoppen van Albi voerden van hieruit wel de strijd tegen de katharen en dit tot de vroege 14e eeuw. De eerste brug over de rivier de Tarn dateert uit de 11e eeuw.
Tot het einde van het ancien régime waren de bisschoppen van Albi heer over de stad. Het adellijke huis Trencavel, met de titel van vicomte (burggraaf), beheerste de stad en omgeving gedurende de middeleeuwen, mede omdat de bisschoppen tot in het begin van de 13e eeuw meestal ook leden van dit geslacht waren. In de renaissance bracht de wede-industrie een periode van economische voorspoed. In de 16e eeuw braken er vanwege godsdienstoorlogen weer mindere tijden aan. Vanaf de 17e eeuw komen er nieuwe industrieën op; fabrieken voor glas en baksteen werden opgericht. In de 18e eeuw kwamen daar nog garen-, touw- en kaarsenindustrie bij. Vanaf de 19e eeuw was er ook winning van steenkool in de omgeving. In 1864 werd Albi aangesloten op het spoorwegnet.
Albi lag in het deel van Frankrijk, dat in de Tweede Wereldoorlog, na de capitulatie in 1940, onder de Vichy-regering viel en pas later door Nazi-Duitsland bezet werd. Vanaf 1942 protesteerde de toenmalige aartsbisschop, Jean-Joseph Moussaron, vanaf de kansel regelmatig tegen de door de Duitse bezetter ook in Frankrijk doorgevoerde Jodenvervolging. Hij organiseerde in en om Albi mogelijkheden om vervolgde joden te laten onderduiken en hen ook op andere wijze te helpen. Daarop werd Moussaron door de Gestapo gearresteerd. Medio 1944, na de bevrijding, keerde hij in triomf terug in de stad.

## Stadsbeeld
Albi draagt als bijnaam Ville Rouge als verwijzing naar de kleur van de dakpannen en de bakstenen van de kathedraal. Het oude centrum ligt op de linkeroever van de Tarn en is als geheel beschermd. Het bestaat uit vier historische wijken: Castelvieil, het oudste deel van de stad rond de kathedraal, Castelnau, Bourg Saint-Salvi rond de gelijknamige kerk en Quartier des Combes bij de rivier en de markthal Marché Couvert. Ook een deel van de stad op de rechteroever hoort bij het 19 hectare beschermde gebied.

### Bouwwerken

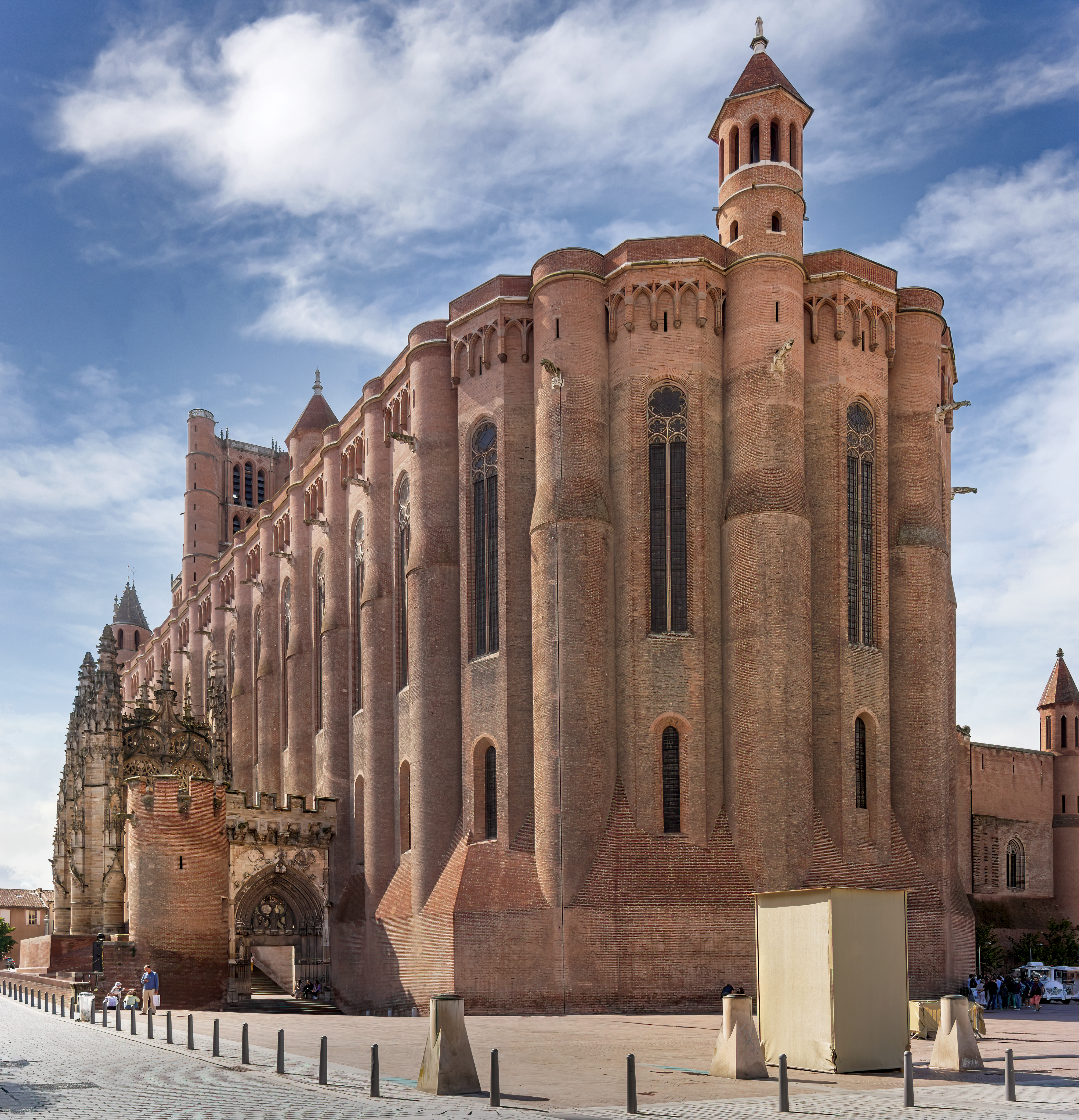
Kathedraal van Albi

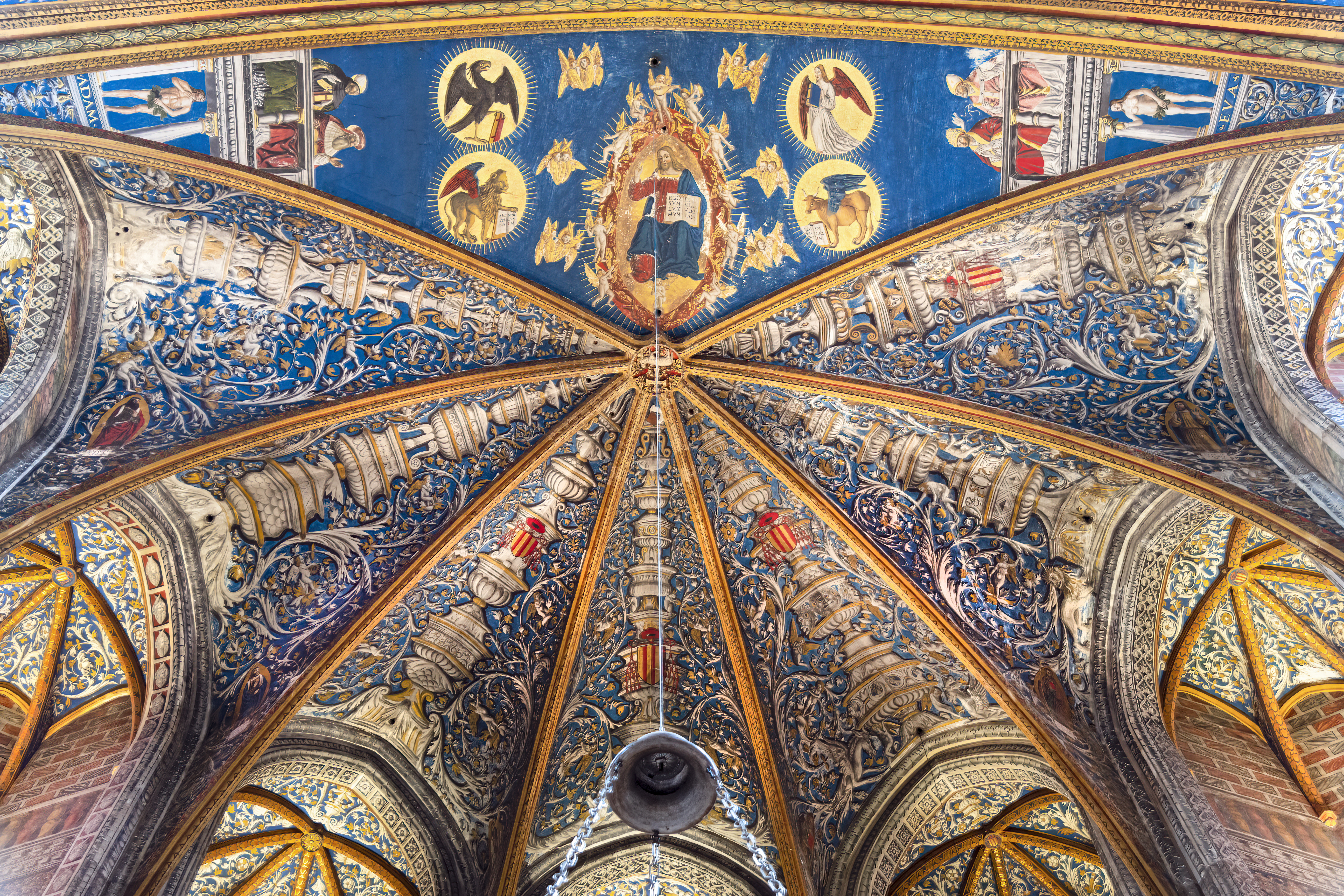
Beschilderd gewelf in de kathedraal (1509-1512)

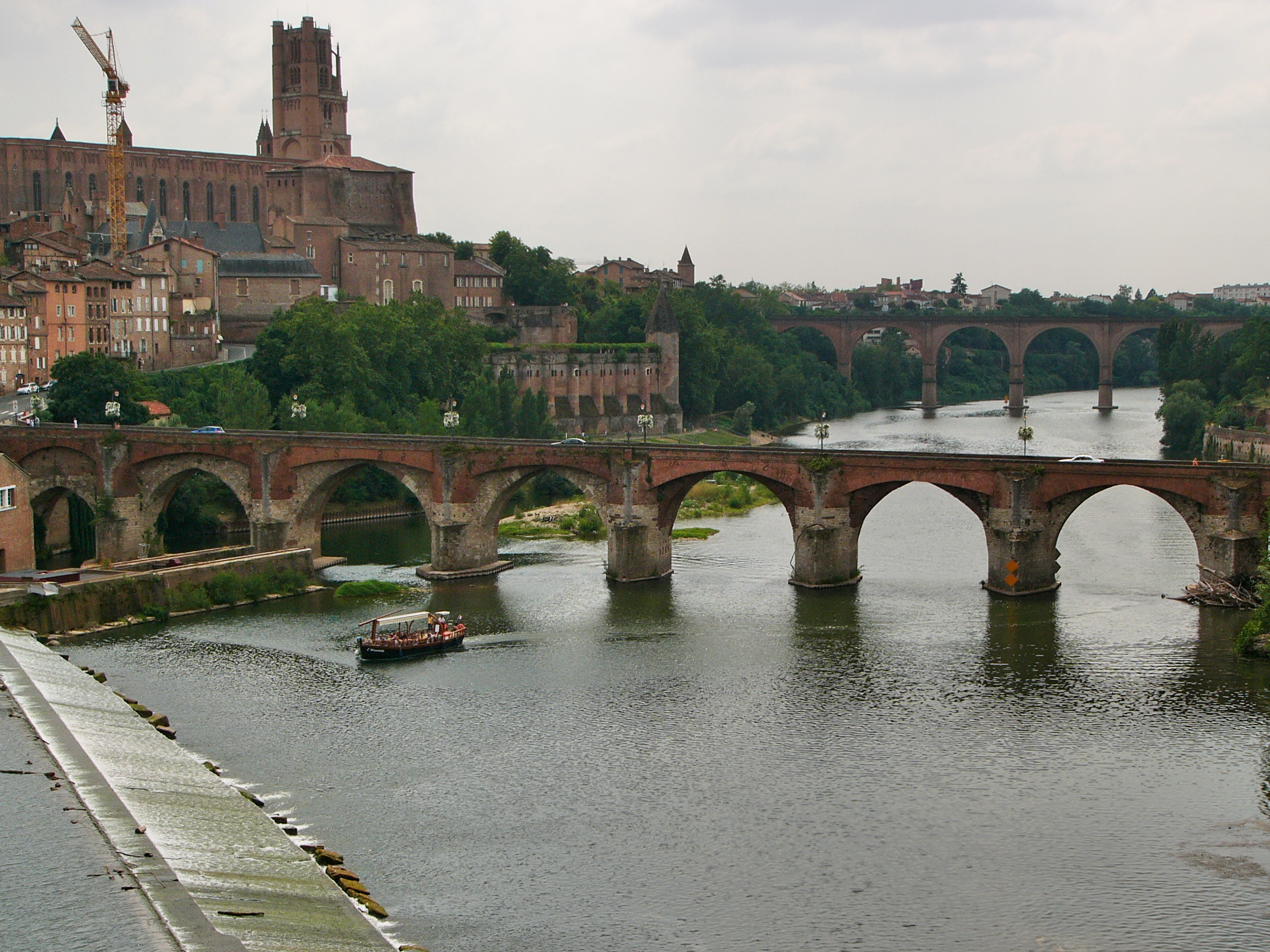
Pont Vieux

- Kathedraal Sainte-Cecile. Deze werd in gotische stijl gebouwd tussen 1282 en 1480. Ze is het grootste bakstenen gebouw ter wereld. Aan het weerbare uiterlijk van de kathedraal is te zien, dat ze diende als een figuurlijke vesting tegen de ketterij van de katharen. Een contrast met dit weerbare uiterlijk vormt het rijk versierde ingangsbaldakijn uit de eerste helft van de 16e eeuw. In het interieur bevindt zich een flamboyant gotisch doksaal, dat de scheiding vormt tussen koor en schip. Het plafond is gedecoreerd met door Italiaanse kunstenaars gemaakte fresco's uit de renaissance. Op de westelijke muur bevindt zich een groot fresco (18 × 15 meter) van het Laatste Oordeel uit de 15e eeuw, waarschijnlijk geschilderd door Vlaamse meesters.
- Pont Vieux. Dit is de oude brug uit 1040. Ze is 151 meter lang en heeft 8 bogen.
- Palais de la Berbie. Dit paleis was oorspronkelijk de bisschoppelijke vesting uit de 13e eeuw. Bij het kasteel horen tuinen die aan de rivier Tarn liggen. Het museum voor de schilder Henri de Toulouse-Lautrec werd hier in 1922 ondergebracht.
- Collegiale kerk Saint-Salvy met een romaanse kloostergang uit de 13e eeuw. Enkel deze zuidelijke kloostergang bleef bewaard; de andere delen van het klooster werden na de Franse Revolutie afgebroken en verkocht als bouwmateriaal.
- Oude stadscentrum met herenhuizen uit de renaissance (Hôtel de Reynès, Hôtel du Bosc, Maison Enjalbert) en het huis van de kunstschilder Henri de Toulouse-Lautrec.

### Cultuur
Albi telt verschillende musea, waaronder:
- Musée Toulouse-Lautrec dat een grote collectie schilderijen, tekeningen, affiches en lithografieën van de artiest bevat.
- Musée Lapérouse dat werd geopend in 1988 en is gewijd aan de ontdekkingsreiziger Jean-François de Lapérouse.[3]
- Musée de la mode

Er vinden jaarlijks ook culturele evenementen plaats:
- Mei: Jazzfestival
- Juni/juli: theaterfestival
- Juli/augustus: festival van klassieke muziek

## Economie
Albi's voornaamste economische pijler is tegenwoordig het toerisme, vooral vanwege de fraaie ligging, dicht bij o.a. de Gaillac-wijngaarden, het historisch stedenschoon en de musea. De industrie omvat o.a. laboratoria voor de farmaceutische industrie en de ontwikkeling van gewasbescherming, en verder toeleveringsbedrijven voor de vliegtuigbouw (Airbus, Toulouse). De al zeer oude glasindustrie leeft voort in de vorm van een fabriek, die glazen flessen produceert.
Hoewel de werkloosheid tussen de 8 en 10% van de beroepsbevolking omvat, is er veel werk in de dienstensector, daar de stad als streekcentrum o.a. twee ziekenhuizen en vele scholen voor voortgezet en hoger beroepsonderwijs heeft.

## Sport
Albi was tien keer aankomstplaats en negen keer startplaats van een etappe in de Tour de France. Een rit naar Albi betekende vaak een rit door de hitte. De ritwinnaars in Albi waren achtereenvolgens André Darrigade, Daan de Groot, Ernest Ecuyer, Roger Pingeon in 1968, Eddy Merckx, Gerrie Knetemann, Bjarne Riis, Salvatore Commesso, Alexander Vinokoerov, Peter Sagan en Wout van Aert.
Op het sportcomplex Plaine des Sports de la Guitardié werden de derde en vierde veldrit verreden van de Coupe de France de cyclo-cross 2023.
De stad herbergt twee rugbyclubs en een volleybalclub, waarvan het damesteam tot de beste in Frankrijk behoort. Albi beschikt over een golfterrein. Dicht bij het vliegveld bevindt zich het autocircuit van Albi, waar regelmatig o.a. toerwagen- en motorraces worden gehouden.

## Geografie
De oppervlakte van Albi bedroeg op 1 januari 2022 44,26 vierkante kilometer; de bevolkingsdichtheid was toen 1.143,4 inwoners per km².
De onderstaande kaart toont de ligging van Albi met de belangrijkste infrastructuur en aangrenzende gemeenten.

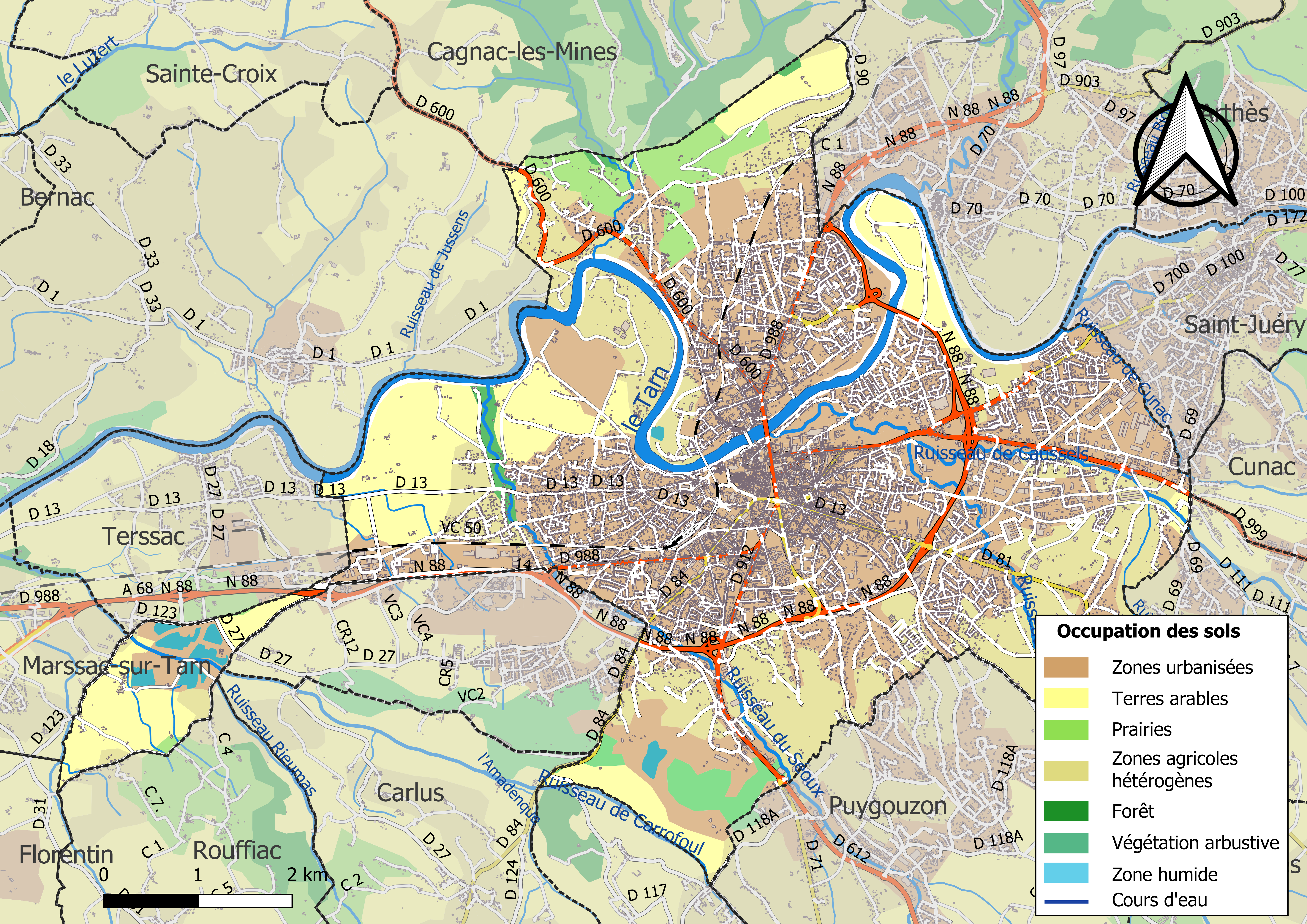

## Demografie
Onderstaande figuur toont het verloop van het inwoneraantal (bron: INSEE-tellingen).

## Verkeer en vervoer

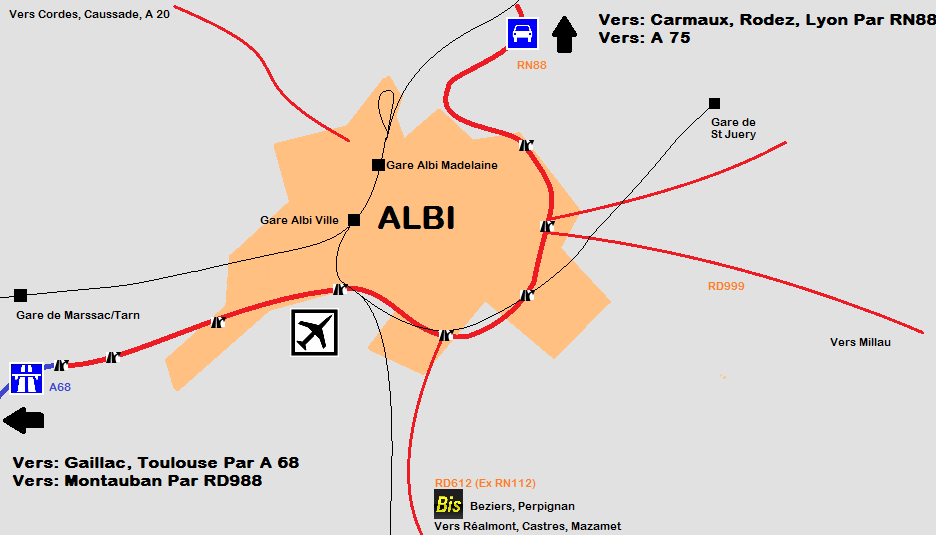
Vervoer in en rond Albi

In de gemeente liggen de spoorwegstations Albi-Madeleine en Albi-Ville. Het laatstgenoemde ligt aan de lijn van Rodez naar Bordeaux. De Tarn wordt er al sinds het jaar 1864 door een spoorviaduct overbrugd.
Op 2,5 km ten zuidwesten van de stad bevindt zich een klein vliegveld genaamd Albi- le Sequestre, IATA-luchthavencode LBI. Het heeft één start- en landingsbaan van 1560 meter lengte, voorzien van ILS.

## Stedenbanden
Albi heeft twee zustersteden:
- Girona (Spanje), sinds 1985
- Palo Alto (Verenigde Staten), sinds 1994

## Bekende inwoners van Albi

### Geboren
- Jean-François de La Pérouse (1741-ca.1788), ontdekkingsreiziger
- Henri de Toulouse-Lautrec (1864-1901), kunstschilder, graficus, lithograaf
- Stéphane Poulhiès (1985), wielrenner
- Lilian Calmejane (1992), wielrenner